# Nicolás Tagliafico
Nicolás Tagliafico (n. 31 august 1992, Rafael Calzada⁠(d), Buenos Aires, Argentina) este un fotbalist argentinian, care joacă pe post de fundaș lateral la Lyon în Ligue 1. Pe plan internațional, are prezențe la națională pentru Argentina U17⁠(d), Argentina U20⁠(d) și Argentina.

## Palmares
Independiente
- Copa Sudamericana: 2017

Ajax
- Eredivisie: 2018–19
- KNVB Cup: 2018–19

Argentina
- Superclásico de las Américas: 2017